# Isole Cayman ai Giochi olimpici
Le Isole Cayman hanno partecipato per la prima volta ai Giochi olimpici nel 1976.
Non ha mai vinto medaglie ai Giochi olimpici estivi, né ai Giochi olimpici invernali.
Il Comitato Olimpico delle Isole Cayman, creato nel 1973, venne riconosciuto dal CIO nel 1976.

## Medaglieri

### Medaglie alle Olimpiadi estive
| Giochi              | Oro              | Argento          | Bronzo           | Totale           |
| ------------------- | ---------------- | ---------------- | ---------------- | ---------------- |
| Montreal 1976       | 0                | 0                | 0                | 0                |
| Mosca 1980          | non partecipante | non partecipante | non partecipante | non partecipante |
| Los Angeles 1984    | 0                | 0                | 0                | 0                |
| Seul 1988           | 0                | 0                | 0                | 0                |
| Barcellona 1992     | 0                | 0                | 0                | 0                |
| Atlanta 1996        | 0                | 0                | 0                | 0                |
| Sydney 2000         | 0                | 0                | 0                | 0                |
| Atene 2004          | 0                | 0                | 0                | 0                |
| Pechino 2008        | 0                | 0                | 0                | 0                |
| Londra 2012         | 0                | 0                | 0                | 0                |
| Rio de Janeiro 2016 | 0                | 0                | 0                | 0                |
| Tokyo 2020          | 0                | 0                | 0                | 0                |
| Parigi 2024         | 0                | 0                | 0                | 0                |
| Totale              | 0                | 0                | 0                | 0                |

### Medaglie alle Olimpiadi invernali
| Giochi           | Oro              | Argento          | Bronzo           | Totale           |
| ---------------- | ---------------- | ---------------- | ---------------- | ---------------- |
| Vancouver 2010   | 0                | 0                | 0                | 0                |
| Sochi 2014       | 0                | 0                | 0                | 0                |
| PyeongChang 2018 | non partecipante | non partecipante | non partecipante | non partecipante |
| Pechino 2022     | non partecipante | non partecipante | non partecipante | non partecipante |
| Totale           | 0                | 0                | 0                | 0                |